# Jean Bartik
Jean Bartik (née Betty Jean Jennings le 27 décembre 1924 - 23 mars 2011) est une informaticienne américaine, membre du groupe des 6 programmeuses de l'ENIAC.

## Biographie
Betty Jean Jennings nait en 1924 dans le comté de Gentry (Missouri). Elle suit les cours de Northwest Missouri State Teachers College d'où elle sort diplômée en mathématiques. En plus de son BSc en mathématiques du Northwest Missouri State Teachers College, Bartik est titulaire d'un MS en anglais de l'université de Pennsylvanie et d'un diplôme honoraire de Docteur en Sciences de la Northwest Missouri State University.
Elle est embauchée en 1945 par l'université de Pennsylvanie pour travailler dans l'armement à Aberdeen Proving Ground. Quand l'ENIAC est conçu pour calculer des trajectoires balistiques, Jean est sélectionnée pour être une des premières programmeuses. Elle fait ensuite partie de l'équipe chargée de transformer ENIAC en un ordinateur à programme enregistré ; dans son implémentation d'origine, ENIAC est programmé à l'aide de cadrans et en modifiant les connexions de câbles. Elle travaille ensuite sur les ordinateurs BINAC et UNIVAC I,.
Jean Bartik devient ensuite éditrice pour Auerbach Publishers, une des premières maisons d'éditions sur les hautes technologies. Elle quitte Auerbach pour rejoindre Data Decisions, un concurrent de Datapro Research (maintenant partie de Gartner Group), en 1981 comme éditrice senior pour le service de communications publication de la recherche. Data Decisions est créé en 1980 par Elizabeth McKeown et Sandra Eisenberg, anciennes de Datapro, et est financé par Ziff-Davis Publishing. Data Decisions est racheté par McGraw-Hill (les propriétaires de Datapro) en 1985 et est fermé. Jean quitte l'industrie informatique et devient agent immobilier.
Jean Bartik est amie pendant plus de 60 ans avec Kathleen Antonelli qui est aussi une des six femmes ayant programmé originellement ENIAC. 
Jean Bartik a un musée à son nom à la Northwest Missouri State University à Maryville.

## Récompenses
Jean Bartik est intronisée en 1997 au Women in Technology International Hall of Fame (en). En 2008, elle est une des trois lauréates du prix Fellow du Computer History Museum avec Bob Metcalfe et Linus Torvalds.

## Hommage
Le thème par défaut du CMS Drupal se nomme Bartik en référence à Jean Bartik.